# Хіраґа Ґеннай
Хіра́ґа Ґенна́й (яп. 平賀源内, ひらがげんない, МФА: [çiɾaga gennai̯]; 1728 — 24 січня 1780) — японський винахідник, фармацевт, письменник.
Походив з провінції Санукі. Справжнє ім'я — Хіраґа Кунітомо. Вивчав фармацевтику, голландські науки, економіку, японські науки. Сприяв товарообміну між регіонами, організовуючи виставки продукції з різних японських уділів. Винайшов спосіб виготовлення тканини з азбесту, самостійно змайстрував перший японський термометр та винайшов генератор електричного струму елекітер. Заробляв написанням сатиричних романів та драм для театру ляльок, які користувалися великим попитом в Едо. Серед найбільш представницьких творів «Переказ про елегантного Сідокена» (風流志道軒伝), «Перекотиполе» (根無草), «Священна переправа Яґуті» (神霊矢口渡) тощо. Через побутову сварку вбив людину, після чого був ув'язнений. Помер наступного року в камері.

## Особисте життя
Геннай був онна-гіраєм («жінконенависником»)  і написав кілька праць на цю тему, зокрема путівники по чоловіках-повіях Едо  та художні твори, що звеличують секс між чоловіками над гетеросексуальністю.